# Sályi Gyula
Sályi Gyula, született Sal Gyula István (Békéscsaba, 1903. március 2. – Budapest, 1982. október 13.) Kossuth-díjas magyar állatorvos, egyetemi tanár, a Magyar Tudományos Akadémia levelező tagja, 1962-től 1963-ig az Állatorvostudományi Egyetem rektora.

## Élete
Sályi (Sal) Gyula (1874–1937) és Moldoványi Terézia fiaként született, értelmiségi családban (édesapja állatorvosként dolgozott). Középiskolai tanulmányait Veszprémben és Gyulán végezte, majd 1926-ban az Állatorvosi Főiskolán állatorvosi diplomát, 1928-ban pedig állatorvos-doktori oklevelet szerzett. 1926 és 1928 között Állatorvosi Főiskola, illetve a József Nádor Műszaki és Gazdaságtudományi Egyetem Mezőgazdasági és Állatorvos-tudományi Kar Kórbonctani Tanszékének gyakornoka, tanársegéde volt. 1929-ben tiszti állatorvosi vizsgát tett, majd 1930-tól 1931-ig Berlinben tanult, 1935-ben pedig az ultravírusos betegségek kóroktana tárgykörben magántanári képesítést szerzett és a tanszék magántanára lett.
1941 és 1943 között a kórbonctan nyilvános rendkívüli, 1943-tól 1945-ig nyilvános rendes tanáraként dolgozott és 1941-től 1945-ig a tanszék vezetője volt. Egyetemi munkája mellett 1926 és 1935 között az Országos Állategészségügyi Intézet beosztott állatorvosa volt, 1928-tól 1941-ig pedig az általa megszervezett Kórbonctani és Kórszövettani Osztály vezetőjeként dolgozott.
1947 és 1952 között a Magyar Agrártudományi Egyetem Állatorvos-tudományi Kara, az Állatorvos-tudományi Főiskola, illetve az Állatorvos-tudományi Egyetem nyilvános rendes tanára, majd 1952-től 1965-ig egyetemi tanára volt, emellett 1947 és 1965 között tanszékvezetőként dolgozott. 1950-től 1951-ig a kar dékánja, 1957 és 1958 között a főiskola igazgatóhelyettese, majd 1958-tól 1962-ig a főiskola, illetve az egyetem igazgatója volt, 1962-ben pedig 3 éves időtartamra rektori kinevezést kapott. Ez utóbbi megbízatása alól – bár vezetése alatt az egyetemen az oktató és tudományos munka is fellendült – 1963-ban, saját kérésére, egészségi állapota miatt [1962 végén agyvérzése volt] felmentették. 1965-ben betegsége miatt nyugállományba is vonult.
1952-ben addigi tevékenysége elismeréseként az állatorvos-tudományok doktora lett, 1962-től pedig az Magyar Tudományos Akadémia levelező tagja volt. A Magyar Pathológus Szakcsoport vezetőségi és a berni Weltvereinigung für Neurologie levelező tagja is volt.
Szakterülete a fertőző állatbetegségek, elsősorban a baromfi- és sertéspestis, a himlő, a ragadós száj- és körömfájás, a szarvasmarhák vírusos hasmenése és Aujeszky-betegség kórbonctana és kórszövettana volt. 1955-ben kimagasló tudományos eredményeiért, példamutató oktatómunkájáért, vezető tevékenységéért Kossuth-díjat kapott.
1982-ben hunyt el Budapesten, a Farkasréti temetőben nyugszik. Emlékét a Köves-alapítvány Sályi Gyula-emlékérme őrzi. 2003-ban a Szent István Egyetem Állatorvos-tudományi Kar szoborparkjában avatták fel bronz mellszobrát, ami Domonkos Béla szobrászművész alkotása.

## Főbb művei
- Állatorvosi általános kórtan (Budapest, 1959, 1961)
- Háziállatok részletes kórbonctana (Budapest, 1954, 1965)

## Díjai, elismerései
- Kossuth-díj (II. fokozat, 1955)
- Szocialista Munkáért érdemérem (1961)
- Munka Érdemrend (1962; arany, 1965; 1978)
- Hutÿra Ferenc-emlékérem (1964)
- Az Állatorvos-tudományi Egyetem tiszteletbeli doktora (1975)